# Ноа Ейле
Ноа Юганнес Ейле (швед. Noah Johannes Eile, нар. 19 липня 2002, Лунд, Швеція) — шведський футболіст, центральний захисник клубу «Мальме».
На правах оренди грає у клубі «М'єльбю».

## Ігрова кар'єра

### Клубна
Ноа Ейле народився у місті Лунд на півдні Швеції. У віці 12 - ти років приєднався до футбольної академії клубу «Мальме». З початком сезону 2020 року був внесений в заявку першої команди на турнір Аллсвенскан. У грудні підписав з клубом професійний контракт, розрахований на два роки. 21 серпня 2021 року Ейле дебютував на дорослому рівні у матчі чемпіонату Швеції. У грудні того року футболіст продовжив дію контракту з клубом до 2025 року.
У січні 2022 року для набору ігрової практики відправився в оренду у клуб «М'єльбю».

### Збірна
З 2018 року Ноа Ейле є постійним гравцем юнацьких збірних Швеції.

## Титули
Мальме
 Чемпіон Швеції: 2021